# Janis Chunuzidis
Janis Chunuzidis (1937–2021) byl český fotbalový útočník.

## Hráčská kariéra
V československé lize hrál za TŽ Třinec. Dal 3 ligové góly. Do Třince přišel ze Železáren Prostějov.

## Ligová bilance
| Ročník             | Zápasy | Góly | Minuty | Klub      |
| ------------------ | ------ | ---- | ------ | --------- |
| II. liga 1962/63   | –      | –    | –      | TŽ Třinec |
| I. liga 1963/64    | 18     | 3    | 1 376  | TŽ Třinec |
| CELKEM I. ČS. LIGA | 18     | 3    | 1 376  |           |